# سیارک ۱۷۹۱۹
سیارک ۱۷۹۱۹ (به انگلیسی: 17919 Licandro، نامگذاری:1999GC8) هفده هزار و نهصد و نوزدهمین سیارک کشف شده‌است که در ۹ آوریل ۱۹۹۹ کشف شد.
قدر مطلق سیارک برابر ۱۶.۲ است.